# Нефтеюганський міський округ
Нефтеюга́нський міський округ (рос. Нефтеюаганский городской округ) — адміністративна одиниця Ханти-Мансійського автономного округу Російської Федерації.
Адміністративний центр та єдиний населений пункт — місто Нефтеюганськ.

## Населення
Населення міського округу становить 126998 осіб (2018; 122855 у 2010, 107830 у 2002).